# Mannophryne trinitatis
Mannophryne trinitatis es una especie de anfibio anuro de la familia Aromobatidae.

## Distribución geográfica
Es endémica de la isla de Trinidad en la república de Trinidad y Tobago.

## Estado de conservación
Se encuentra amenazada por la pérdida de su hábitat natural.